# Hyptiotes xinlongensis
Hyptiotes xinlongensis is een spinnensoort in de taxonomische indeling van de wielwebkaardespinnen (Uloboridae).
Het dier behoort tot het geslacht Hyptiotes. De wetenschappelijke naam van de soort werd voor het eerst geldig gepubliceerd in 1991 door Liu, Jia-Fu Wang & Peng.